# Figuráns
A mérnökök figuránsnak nevezik azt a segédet, aki topográfiai felvételeknél a jelzőzászlóval vagy a léccel a felveendő, megjelölt pontokhoz áll. A mérnök a figuránsnak, mivel néha igen messze vannak egymástól, előre megállapított jelekkel ad utasítást. Begyakorolt és értelmes figuráns igen nagy előnyére szolgál mind a mérésnek, mind a mérnöknek.